# Akhilleion (Troász)
Akhilleion (ógörögül: Ἀχίλλειον; latinul: Achilleum vagy Achilleium) ókori görög polisz volt Troász dél-nyugati részén. Szigeumtól körülbelül 8 km-re délre, a Beşika Burnu („bölcsőfok”) néven ismert hegyfokon található. Az a hely, amelyet az ókorban Akhilleusz sírjának tartottak, a szárazföld belsejében található, egy Beşiktepe néven ismert tumulusnál. A troászi Achilleion nem tévesztendő össze a Smyrna melletti Achilleionnal és a Tanagra területén lévő Achilleionnal.

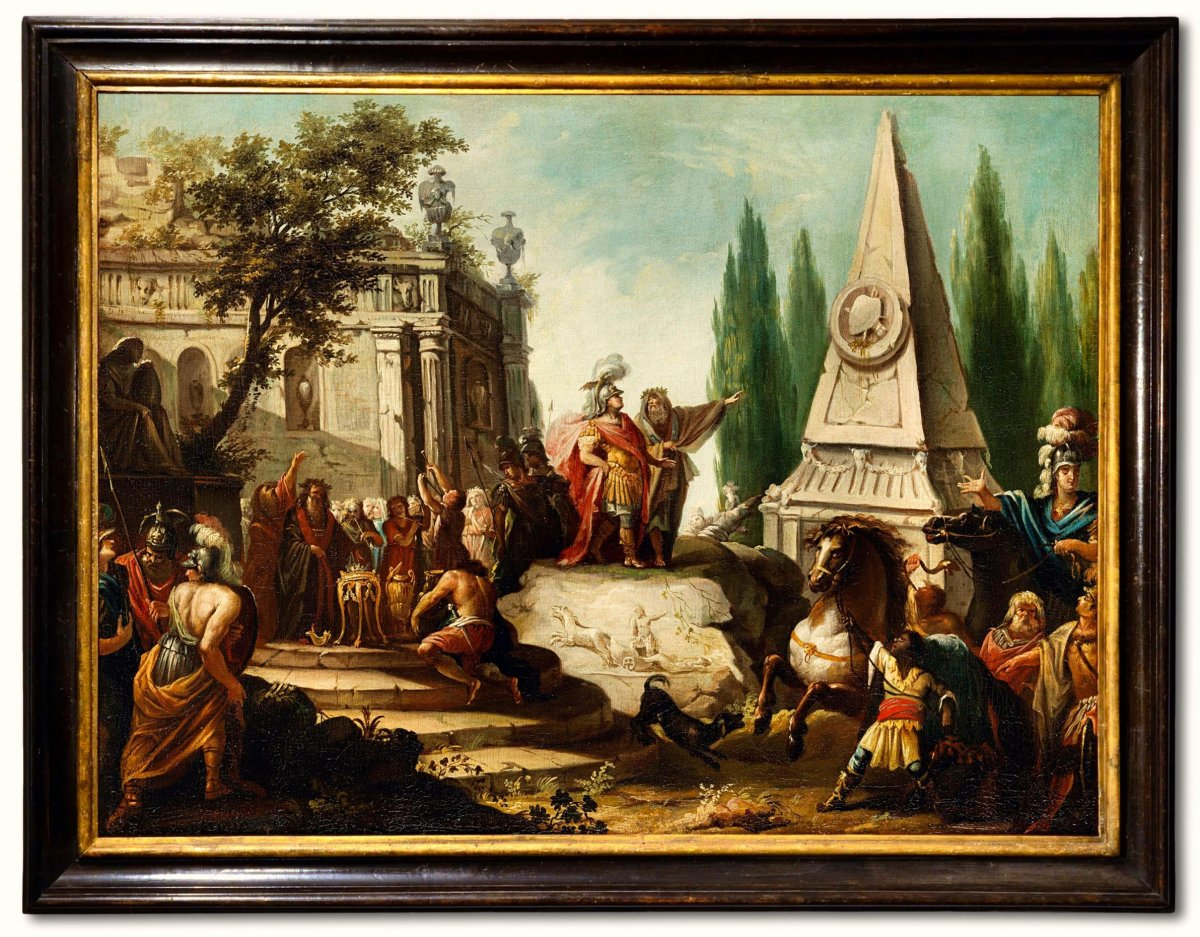
Johann Heinrich Schönfeld: Nagy Sándor Akhilleusz sírjánál (1672)

## Akhilleusz és Patroklosz sírja
Akhilleion egyébként ismeretlen polisza a klasszikus ókorban leginkább Akhilleusszal való kapcsolatáról volt híres, akiről el is nevezték („Akhilleusz helye”).  Egyes források szerint Ilium mellett elhaladva i. e. 334-ben Nagy Sándor áldozott Akhilleusz sírjánál.  E történet híressé vált, és az i. e. 1. század közepén Cicero is említi Pro Archia Poeta című művében. 216-ban Caracalla, Nagy Sándor mintájára a Parthia elleni háborúba menet Ilium mellett elhaladva temetési játékokat tartott a halomsír körül. Miután a késő hellenisztikus időszakban az Akhilleion elnéptelenedett, a történetírók a sírt a közeli Sigeionnal kezdték összefüggésbe hozni.

## Történelem
Akhilleion első említése egy megerősített településről szól, ahonnan Mütiléné támadta meg az athéniak által irányított Szigeumot az i. e. 6. század elején. Nem világos, hogy Akhilleiont korábban telepítették-e, de különböző cserépleletek is ekkortól említik, ami arra utal, hogy nem. A legújabb ásatások megállapították, hogy a település falai is az i. e. 6. század első feléből származnak, ami tovább erősíti Hérodotosz és Sztrabón irodalmi beszámolóit. Akhilleion a mütilénészek irányítása alatt maradt egészen addig, amíg Athén véget nem vetett a mütilénészi lázadásnak i. e. 427-ben, és elfoglalta Troász összes úgynevezett aktaiai városát.  Akhilleion szerepel a felkelés utáni athéni forrásokban, amiből az következik, hogy csatlakozott a Déloszi Szövetséghez. Lüszimakhosz király elfoglalta Iliumot számos környező településsel – köztük Akhilleionnal –, ami gyakorlatilag véget vetett Akhilleion politikai függetlenségének. Démétriosz (aki a Troász egyik közeli városából származott) írásában említi a település nevét, tehát az i. e. 2. század közepén még mindig volt egy Akhilleion néven ismert falucska. Ekkortájt keletkeztek az utolsó elkerült kerámialeletek Akhilleionból, ami arra utal, hogy a hely nem sokkal később elnéptlenedett.

## Fordítás
Ez a szócikk részben vagy egészben  az   Achilleion (Troad) című angol Wikipédia-szócikk fordításán alapul.  Az eredeti cikk szerkesztőit annak laptörténete sorolja fel. Ez a jelzés csupán a megfogalmazás eredetét és a szerzői jogokat jelzi, nem szolgál a cikkben szereplő információk forrásmegjelöléseként.